# Nicolás Martinelli
Nicolás José Martinelli Waksman (Montevideo, 2 de enero de 1982) es un abogado y político uruguayo perteneciente al Partido Nacional, ejerció como ministro del Interior desde noviembre de 2023 hasta el 1º de marzo de 2025, como el último ministro del Interior del gobierno de Luis Lacalle Pou.

## Biografía
Martinelli se graduó como abogado de la Facultad de Derecho y Ciencias Sociales de la Universidad de la República.
Entre 2007 y 2010 se desempeñó como abogado del sector societario y contencioso del bufete Posadas, Posadas y Vecino. Entre 2013 y 2015 fue responsable del departamento jurídico del bufete Teyma-Abengoa.

## Actividad política
Mientras cursaba sus estudios universitarios, Martinelli inició su militancia política en el Partido Nacional junto a Luis Lacalle Pou, Martín Lema y José Luis Satdjián.En 2008, el grupo fundó la Lista 404 de Montevideo.
En las elecciones municipales de 2010 fue candidato a alcalde del Municipio E de Montevideo, sin ser elegido. No obstante, resultó electo concejal del municipio por el período 2010-2015.En 2011 integró la comisión de descontaminación legislativa del ordenamiento jurídico uruguayo, junto al entonces presidente de la Cámara de Representantes, Luis Lacalle Pou.En las elecciones generales de 2014 resultó electo Representante Nacional suplente para la XLVIII Legislatura. Sirvió como coordinador de los equipos técnicos del sector nacionalista Todos.
En marzo de 2020, con la toma de posesión de Lacalle Pou como presidente de la República, Martinelli fue designado director general de Secretaría del Ministerio de Desarrollo Social. Realizó varias auditorías de gestión que concluyeron en la existencia de irregularidades y derivaron en varias denuncias penales sobre presuntos ilícitos en la cartera ministerial durante la administración del Frente Amplio.
En febrero de 2021, dejó su cargo en el ministerio para pasar a desempeñarse como asesor presidencial de Lacalle Pou en la Torre Ejecutiva.No obstante, en septiembre de 2022 fue designado director general de Secretaría del Ministerio del Interior –tercera posición dentro de la cartera–, tras la renuncia de Luis Calabria por una polémica desatada por uso indebido del Hospital Policial.
El 5 de noviembre de 2023 fue anunciado por el presidente Lacalle Pou como nuevo ministro del Interior en medio de una reorganización del gabinete, sucediendo en el cargo a Luis Alberto Heber. Asumió el puesto el 6 de noviembre, y lo ejerció hasta el final del período de gobierno.

## Ministro del Interior
Su gestión muestra una nueva señal y un cambio de enfoque en seguridad imponiendo su propia impronta.Su estrategia se basa en lo que define como un “enfoque dual” que la cartera implementa para combatir el delito y sus causas en Uruguay. Defiende que se generen políticas de Estado bajo este enfoque dual: con represión, pero también atacando las causas del delito.
Entre los cambios que ha implementado durante su gestión ha hecho un acercamiento a la academia y apunta a una importante inversión en tecnología: incremento de las cámaras de videovigilancia, analítica e inteligencia artificial para ellas, escáneres para evaluar escenas de crímenes y para las cárceles y el sistema Shotspotter de detección de disparos.